# ملعب فارول
ملعب فارول هو ملعب متعدد الاستخدام يقع في مدينة كونستانتسا الرومانية . غالبا ما يتم استخدامه لمباريات كرة القدم . يسع الملعب لجلوس 15،520 متفرج . يعتبر الملعب الرسمي الذي يخوض فيه نادي فارول كونستانتسا مبارياته . تم افتتاح الملعب في سنة 1957 .